# 톱히트
톱히트(TopHit)는 음악 배포, 방송 모니터링 및 차트 게시를 위한 인터넷 플랫폼이다. 우크라이나와 러시아에서 시작된 이 프로그램은 이제 전 세계적으로 활동하고 있다. 라디오 방송 데이터와 유튜브, 스포티파이 등 음악 인터넷 서비스의 데이터를 기반으로 한 정기 통계 음악 차트를 중심으로 다양한 기능을 제공한다. 뮤지션은 톱히트을 통해 자신의 노래를 업로드하고 홍보할 수 있다. 러시아 및 전 세계 가수들의 노래는 톱히트의 기능을 사용하여 라디오에서 집계, 테스트, 배포 및 순환된다. 뮤직비디오 홍보도 가능하며, 아티스트 지원을 위한 기부금 모금 시스템도 제공된다. 톱히트의 영구 사용자 및 파트너에는 워너 뮤직 그룹, 유니버설 뮤직 그룹, 소니 뮤직 엔터테인먼트, BMG, 블랙스타(Black Star Inc.), 벨벳 뮤직 등을 포함하여 5700명이 넘는 음악가, 음악 그룹, DJ 및 수십 개의 음반사가 포함된다.
요즘 톱히트은 라디오에서 약 90%의 노래를 홍보하고 유튜브 및 스포티파이에서 60% 이상의 히트곡을 홍보하는 데 도움을 준다. 톱히트의 서비스는 러시아, 우크라이나, CIS 국가, 유럽 국가, 중동 국가, 미국 및 캐나다를 포함한 38개국의 1070개 라디오 방송국과 75개 TV 채널에서 제공된다. 톱히트 파트너 방송사의 주간 시청자 수는 청취자와 시청자 수가 2억 명 이상인 것으로 추산된다. 유니버설 뮤직 그룹은 톱히트을 러시아에서 가장 신뢰할 수 있는 음악 라디오 차트 소스로 인정한다. 예술가와 비평가들은 톱히트가 첫 번째로 음악 산업을 위한 전문 도구로 간주되고 두 번째로 대중 매체 리소스로 간주된다는 점을 강조한다.
톱히트의 차트 리더는 매년 톱히트 뮤직 어워드(Top Hit Music Awards)라는 시상식에서 상을 받는다. 톱히트 명예의 전당과 톱 히히트 라이브!(Top Hit Live!)라는 연례 콘서트도 있다.

## 같이 보기
- 우크라이나 음악
- 러시아 음악